# 愛が見えない
「愛が見えない」（あいがみえない）は、ZARDの15作目のシングル。

## 概要
- 累計は70万枚を越え、ZARD11番目のヒットとなっている。初動も30万枚超えで前作を上回ったが、1位はSMAP「しようよ」で僅差で2位であった（累計は本作が上回っている）。
- カップリングの「Teenage dream」はDEENのセルフカバー曲。「こんなにそばに居るのに」以降、カップリング曲のオリジナルカラオケが収録されなかったが、本作から再び収録された。
- 前年に葉山のロケで撮影され、ジープにまたがりハンドルを操作する映像がPVとなっているが、坂井の死後にスタジオで歌う映像を混ぜた映像も初公開された。

## 収録曲
1. 愛が見えない
作詞：坂井泉水
作曲：小澤正澄
編曲：葉山たけし
  - ブリストル・マイヤーズ・スクイブ社（現・ファイントゥデイ）「SEA BREEZE」'95イメージソング（8センチCDに記載、CMソングではなくイメージソング）。
  - 発売前のアレンジは「運命のルーレット廻して」のアレンジ数と双璧をなす多さだと言われている[1]。
  - タイアップ先のCMで流れたものはアレンジが異なる。
  - PVにはジープが登場するが、坂井泉水がハンドルを握っているのはクライスラー製（ジープ・ラングラー）で、走行シーンに出てくるのは三菱製（三菱・ジープ）である。
  - ３人のアレンジャーがそれぞれ色々なタイプのアレンジを制作しており、全て合わせると２５種類も存在する（ZARD CD&DVD COLLECTSION No.46「HISTORY」）
2. Teenage dream
作詞：坂井泉水
作曲：栗林誠一郎
編曲：明石昌夫
  - DEENの「Teenage dream」のセルフカバー。原曲は葉山たけしが担当しているが、本作では明石昌夫が担当。セルフカバーがカップリングで収録されているのはこのシングルだけである。DEENのセルフカバーベストアルバム『DEEN The Best キセキ』の初回限定盤Premium Disc、ZARDのベストアルバム『ZARD Single Collection 〜20TH ANNIVERSARY〜』に収録されている。
3. 愛が見えない（オリジナルカラオケ）
  - イントロや曲間でのシンセサイザー音などの追加、曲の最後でのギターの余韻が長くなっているなど、オリジナルとはミックスが大幅に異なる。
4. Teenage dream（オリジナルカラオケ）

## 楽曲の収録アルバム
- ZARD / TODAY IS ANOTHER DAY（#1）
- ZARD / ZARD BEST The Single Collection 〜軌跡〜（#1）
- DEEN / DEEN The Best キセキ（初回限定盤Premium Disc）（#2）
- ZARD / Golden Best 〜15th Anniversary〜（#1）
- ZARD / Soffio di vento 〜Best of IZUMI SAKAI Selection〜（#1）
- ZARD / ZARD Single Collection 〜20TH ANNIVERSARY〜（#1,2）
- ZARD / ZARD Forever Best 〜25th Anniversary〜（#1）
- DEEN / DEEN The Best FOREVER 〜Complete Singles +〜（初回限定盤PREMIUM DISC）（#2）